# Colubrina articulata
Colubrina articulata là một loài thực vật có hoa trong họ Táo. Loài này được (Capuron) Figueiredo mô tả khoa học đầu tiên năm 1995.